# Txetxènia

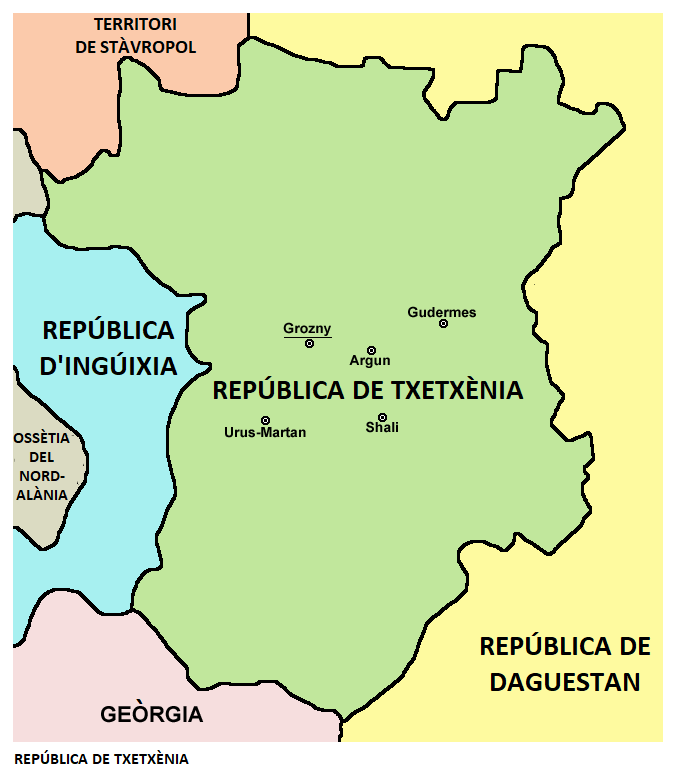
Mapa de Txetxènia

La República de Txetxènia (en rus: Чеченская Республика, Chechénskaya Respúblika; en txetxè: Нохчийн Республика, Noxçiyn Respublika), o simplement Txetxènia (en rus, Чечня́, Txetxnià; en txetxè: Нохчичьо (Nokhtxitxo)/Noxçiyçö/Nokhchiycho) és una república (subjecte federal) de la Federació russa. Després de la caiguda de l'URSS, els rebels txetxens que proclamaren la República Txetxena d'Itxkèria van controlar zones importants del país, especialment les muntanyoses. La capital per als russos és la ciutat de "Grozni" ('horrible' en rus), i per al govern refugiat a les muntanyes es diu Djokharkala. Té al voltant d'un milió d'habitants, la majoria txetxens (90%), i també amb nogais, russos i d'altres (10%). Les forces militars russes a la república eren l'any 2005 unes 130.000 (les estimacions donen entre 120.000 i 180.000).

## Història
Els txetxens són descendents dels pobles iberocaucasians rebutjats i mantinguts a les muntanyes pels alans. Al segle xvi, van baixar de les muntanyes i van ocupar el que ara és el nord del país. Sotmesos al kan de Kabàrdia, se'n van fer independents a la primera meitat del segle xviii. En aquest segle, van adoptar també l'islam del ritu sunnita hanafita, que al final del període va arrelar mercès a l'acció dels nakhsbandites (a Ingúixia, no va arrelar fins al segle xix) i restes de paganisme van subsistir fins al segle XX amb el culte a l'esperit protector de cada clan. Quan hi van aparèixer els russos, estaven dividits en clans, al seu torn units en tribus: Mitxik, Itxkeri, Aukh, Kist, Nazran, Karabulakh i Ghalgay (aquesta darrera, origen dels ingúixos), i els russos els van anomenar en conjunt com a txetxens, perquè el primer combat es va produir en un lloc anomenat Čečen, a la vora del riu Argun, el 1732.

### Guerra del Caucas
Del 1773 al 1791, els txetxens es van revoltar contra els russos, dirigits pel xeic Mansur, dit Ushurma. El 1810, els russos van obtenir la submissió del poble ingúix i es van expandir vers Txetxènia. El 1830, els txetxens van començar la guerra santa contra Rússia sota l'imam Kazi Mullah, sota la bandera verda dels muridites, una escola teològica islàmica llavors en auge, portant inscripcions alcoràniques. Va rebre el suport d'altres cabdills txetxens com Hadji Murad i Bei Pulat.
L'imam Gamzat Beg va seguir després (1831) utilitzant la bandera del cap sufí Sheikh Tashu Khadzhi, de color vermell amb peces verdes als cantons. El va succeir el 1834 l'imam Xamil, el color del qual era el blanc, encara que cada naib (cap) tenia la seva pròpia bandera. 34 banderes de la guerra d'independència s'han conservat als museus, si bé cap d'aquestes es pot dir que sigui una bandera nacional dels txetxens d'aquells temps.
Després d'una terrible guerra amb milers de morts civils, els russos van aconseguir establir-se al país el 1859. A causa de la manca de soldats, l'esperit de resistència va tardar a recuperar-se, i la primera resistència seriosa fou la d'Alibek Aldamoov de Simsiri, el 1877, que per un any va dominar el país. Molts txetxens van emigrar a Turquia (uns 40.000 el 1865). La resistència passiva era forta a començaments del segle xx, quan els pous petroliers de Djokharkala van atreure molts russos (10.000 el 1905, més de 20.000 el 1917). La societat va romandre organitzada en grans famílies d'uns 40 o 50 membres, i els clans o taïpa (tepe) exogàmics (estrictament) amb un ancestre comú. Tots els txetxens es consideraven uzdens ('nobles') i no hi havia classes inferiors.

### Era soviètica
El 1917, després de la revolució, els pobles de muntanya txetxens (i ingúixos) van restar de fet independents. La Confederació dels Pobles Muntanyesos del Caucas va sorgir el 1917 i una assemblea es va reunir a Vladikavkaz el maig de 1917, i altra vegada l'agost de 1917, i es va decidir la creació d'un estat autònom muntanyès que incloïa els districtes de Kabàrdia, Balkària, Txetxènia, Ingúixia, Daguestan i Ossètia i quatre districtes cosacs, però sobre els quals l'estat només tenia un control parcial.
L'11 de maig del 1918, l'estat autònom dels Muntanyesos del Caucas va proclamar la independència sota el nom de República dels Muntanyesos del Caucas. A la regió, van sorgir poders soviètics: els soviets del Don, de Kuban-Txernomorie i de Stavropol; els dos primers es van unir formant el soviet del Don-Kuban (juny del 1918) i aquest es va unir al juliol amb el de Stavropol i es va formar la República Soviètica (autònoma) del Caucas Nord, que es va dissoldre poc després davant l'avanç dels alemanys i els otomans als darrers temps de la guerra. La república Muntanyesa del Caucas fou en part ocupada pels russos blancs (tsaristes) de Denikin el novembre del 1918, i del seu ensorrament va sorgir el govern independent de l'Emirat del Caucas Nord, que tenia per capital Vedeno (Txetxènia) i estava dirigit per l'imam (i emir) del Daguestan Uzur Hair Hadzi Khan, amb el príncep V. Dyshninskiy-Arsanukaev com a primer ministre, comandant en cap i ministre d'Exteriors. Els muntanyesos van iniciar la lluita contra els tsaristes, però els generals blancs Pokrovski i Shatilov van ocupar Djokharkala el 23 de gener del 1919 i els guerrillers es van retirar a les muntanyes; els blancs van rebutjar els bolxevics a la primavera; després de l'evacuació turca de Daguestan, els delegats dels pobles muntanyesos (de Daguestan, Txetxènia i Ingúixia, i a més els alans d'Ossètia) es van reunir allí i van acordar constituir un Consell de defensa del Caucas Nord (12 de juny del 1919), embrió de la Segona República dels Muntanyesos del Caucas. Els txetxens, però, negociaven l'autonomia amb els bolxevics i rebutjaven els blancs; aquests, per imposar-se, van designar el major general Daniil Pavlovitx Dratsenko, jove oficial que s'havia distingit en una expedició contra els kurds del nord de Pèrsia el 1912-1913, que va emprar una tàctica malèvola: va destruir un poble, i va anunciar que els destruiria un per un si els txetxens no s'afegien al bàndol blanc, però va oferir-los autonomia. Van acceptar a contracor. El 20 de gener del 1920, els soviètics havien ocupat part dels territoris, però una part del país va resistir fins a l'agost, i la guerrilla va operar fins a la primavera del 1921. Les unitats de combatents txetxenes i ingúixos van acabar aliant-se als bolxevics, que els van prometre una autonomia amplíssima. Els territoris ocupats pels soviètics i d'altres (Kabàrdia, Balkària, Karatxai i Txerkèssia) van constituir la República Muntanyesa (coneguda com a Gorstki, que vol dir 'Muntanyes' en rus), a la qual es van incorporar ràpidament els altres territoris; aquesta república va existir completa fins al 20 de gener del 1921, en què se li va segregar Daguestan, i l'1 de setembre del 1921, en què es creà la regió autònoma de Kabàrdia i Balkària, i en quedà la resta rebatejada República Soviètica Autònoma d'Ossètia, de la qual el 27 de juny del 1922 es va segregar el territori autònom de Karatxai-Txerkèssia, el 30 de novembre del 1922 la regió autònoma de Txetxènia i el 7 de juliol del 1924 la regió autònoma d'Ingúixia. Les terres baixes i Djokharkala foren incloses a la regió txetxena el 4 de novembre del 1929.
El 1931, un txetxè, Xamil, net de l'imam Xamil, va fundar un partit autonomista a París.
Txetxènia (Nakhtxo) i Ingúixia (Gialgiai) es van constituir en una sola regió autònoma el 15 de gener del 1934, a la qual es va incorporar també el districte autònom cosac de Suzhenski. La regió autònoma va esdevenir república autònoma socialista soviètica el 5 de desembre del 1936. Llavors, es va adoptar una bandera amb el model clàssic soviètic, que en portar el nom fou canviada quan el 1938 l'alfabet txetxè-ingúix va abandonar els caràcters llatins en favor dels caràcters ciríl·lics.
El 1940, en esclatar la guerra, els txetxens es van revoltar. El seu líder Khasan Israilov va proclamar la guerra per alliberar el Caucas, i va formar un govern popular revolucionari que va tenir el control d'alguns districtes, però l'exèrcit soviètic, inclosa la força aèria, van ser enviats a la regió. Els txetxens i ingúixos foren exclosos del reclutament per l'exèrcit soviètic. En aquesta situació, el govern provisional va buscar l'ajut dels alemanys, però no consta que en rebessin, i la rebel·lió fou aixafada i només van resistir uns centenars de guerrillers. Els txetxens i ingúixos van ser deportats en massa a l'Àsia central el 1944 i la república abolida el gener de 1944 (confirmat oficialment per decret de 25 de juny de 1946). Fins al 1955, no foren rehabilitats i se'ls va permetre tornar al seu territori ancestral, que es va reconstituir com a República autònoma de Txetxènia-Ingúixia el 9 de gener del 1957, que va adoptar una bandera d'estil soviètic. Encara llavors, els guerrillers continuaven a les muntanyes oferint, però poca, resistència. Els darrers guerrillers no es van rendir fins al 1972. La bandera de la República va patir un nou retoc el 24 de juny del 1981.

### Era postsoviètica

Bandera de la república, 1990-1994 i 1996-2000; actualment bandera de la nació txetxena i del govern de la muntanya txetxena

Bandera del govern pro rus des del 2005

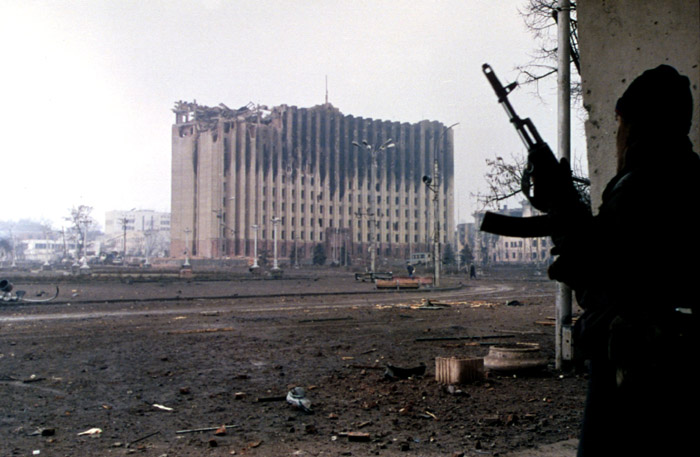
Un combatent txetxè es troba prop de l'edifici del palau governamental durant una breu pausa en els combats a Grozni, Txetxènia.

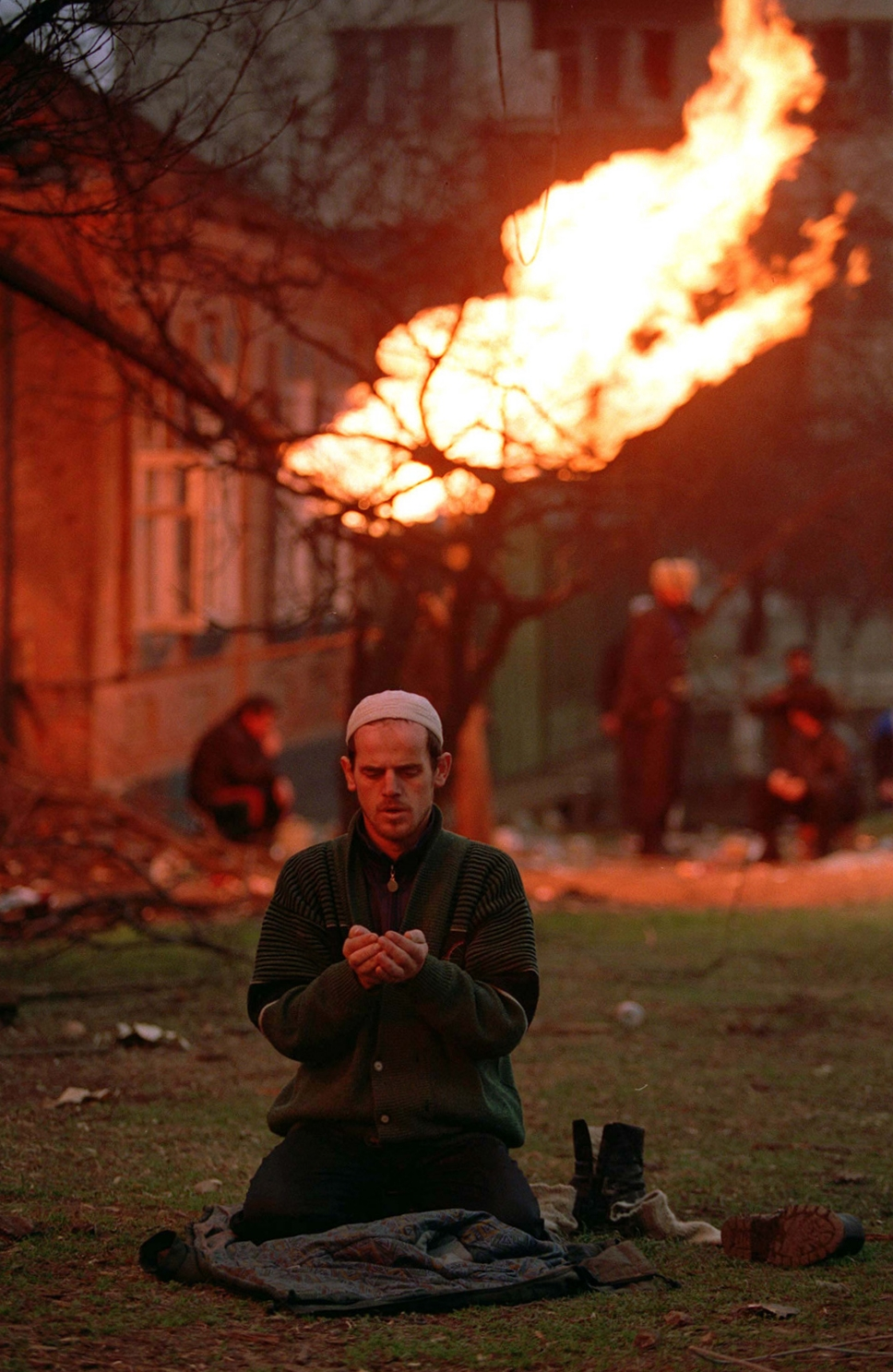
Un txetxè resa durant la batalla de Grozni.

Des del 1989, els txetxens van tornar a mobilitzar-se per la independència. Un congrés nacional del poble txetxè a Djokharkala va proclamar la sobirania el 27 de novembre del 1990 i es va aprovar la bandera nacional; a les eleccions del 1991, un exgeneral soviètic de l'exèrcit de l'aire, que havia estat condecorat a l'Afganistan, anomenat Djokhar Dudàiev, fou elegit president. El 27 d'octubre del 1991, es va proclamar la independència de Txetxènia-Ingúixia (però el districte d'Ingúixia se'n va separar el 30 de novembre del 1991 i es va constituir en república autònoma que va declarar ser part de Rússia, i aquest estat la va reconèixer). Només cinc dies després, es va constituir a Sukhumi (Abkhàzia) la Confederació de Pobles del Caucas (que ja havia existit durant la Revolució bolxevic), instrument politicomilitar per la independència dels pobles del Caucas, que el 4 d'octubre del 1992 va tenir el seu IV Congrés a Djokharkala. La bandera nacional fou legislada el 9 de novembre del 1991, segons un disseny de Yushaev Sultan, ciutadà d'Hasav-Yurt. Els nou estels de l'emblema nacional representen els 9 caps de clans (tukhum o tepi) que van originar la nació, el major dels quals és el de Nohtxmahko, al qual pertanyen la majoria dels líders independentistes (com Xamil Bassàiev i Aslan Maskhàdov; Dudàiev era del tukhum de Karabulak o Orstkhoi). Un tukhum és un grup de tribus unides en un territori normalment petit que parlen el mateix dialecte, i el tukhum dels Nohtxmahko (inicialment, el districte de Vedeno i Nokhai-Yurt) es deia Itxkèria, però Dudaiev va donar el nom d'Itxkèria a totes les terres txetxenes de la República (República Txetxena d'Itxkèria) obrint la possibilitat a l'existència d'una república txetxena a Daguestan o a Geòrgia. El territori englobant els estats txetxens i ingúixos es diria Vainak.
A l'abril del 1993, Dudàiev va dissoldre el Parlament. L'oposició es va agrupar en el Consell Provisional dirigit per Umar Avturkhanov, i va obtenir l'ajut de Rússia; inicià una revolta, però foren completament derrotats en acostar-se a Djokharkala el novembre del 1994. Com que, per mitjà de les forces internes, Rússia no podia recuperar el control del país, el govern de Moscou inicià la Primera Guerra de Txetxènia enviant tropes que van entrar a Djokharkala el 31 de desembre del 1994, però una vegada dins foren aniquilades per les forces de Dudaiev. Van haver d'enviar-hi tancs, avions i milers de soldats per conquerir Djokharkala, que va quedar arrasada. Allí, el comandament militar rus va col·locar (gener del 1995) un govern addicte anomenat Govern de Renovació Nacional de Txetxènia, dirigit per Salambek Hadzhiev (que ja havia estat constituït als afores de Djokharkala el 26 de desembre del 1994). Dudàiev es va refugiar a les zones muntanyoses, però mitjançant l'ús de satèl·lits es va localitzar el seu telèfon mòbil i el president rus Ieltsin va donar l'ordre d'assassinar-lo. Però no per això va acabar la guerra, ja que el vicepresident Yelikam Iandarbiev (més tard assassinat per agents secrets russos a Qatar) va ocupar el seu lloc i, a la primavera del 1996, una ofensiva general dels guerrillers va assetjar les tropes russes a Djokharkala. El general Lebed fou enviat ràpidament al país i va concertar un alto el foc per permetre la sortida dels soldats i evitar-ne l'anihilament. El govern de Txetxènia era reconegut com a govern provisional i se celebrarien eleccions. El govern instal·lat pels russos, dirigit ara per Doku Zavgaiev, quedaria dissolt (Zavgaiev fou enviat d'ambaixador a Tanzània). L'estatus final de la república fou ajornat per deu anys (maig de 1996, acord de Khaisavurt). El cap de l'estat major de les forces txetxenes, Aslan Maskhadov, fou elegit president en les següents eleccions supervisades per l'OSCE.
El 1999, els territoris autònoms islàmics que s'havien constituït a Daguestan foren atacats per la policia de l'estat. Unitats irregulars txetxenes van acudir a la república per ajudar-los. Al·legant una invasió del país, Rússia va tornar a enviar tropes a Txetxènia. La resistència fou molt forta, però va cedir davant la superioritat dels atacants, que van entrar a Djokharkala el 6 de febrer del 2000. Maskhadov va fugir a les muntanyes amb el cap militar Xamil Bassàiev. Després d'un temps sota administració militar, fou designat president interí l'exguerriller Akhmad Kadírov (2000), i així va començar l'existència de dos governs. La presidència de KAdírov seria ratificada per unes polèmiques eleccions l'any 2003. Les tropes russes van començar les operacions de "neteja" en la qual foren assassinats o segrestats milers de civils, la qual cosa provocà que milers de persones marxessin a les muntanyes per unir-se als guerrillers i ocasionà també la participació d'alguns caps militars del govern muntanyès en actes terroristes, com Xamil Bassàiev (presa d'ostatges en un teatre de Moscou, assalt i presa d'ostatges a l'escola de Beslan a Ossètia…), que fou inclòs a la llista de terroristes del departament d'estat americà. Les vídues dels txetxens morts sota tortura o mares de noies violades van adoptar el vestit negre i es van fer algunes operacions d'atac terrorista suïcida, normalment contra instal·lacions militars russes. Kadirov fou assassinat el 9 de maig del 2004 i es va nomenar president el rus Serguei Abràmov (interí) i es van celebrar eleccions amb una participació d'un 11%; el 4 d'octubre del 2004 va prendre possessió el nou president "electe" Alu Alkhanov.
El gener del 2005, el president de la muntanya txetxena Maskhàdov va morir en un enfrontament amb soldats russos i fou nomenat president provisional Abdul-Khalim Sadulàiev, que l'agost del 2005 va designar Xamil Bassàiev com a cap militar suprem.

## Geografia

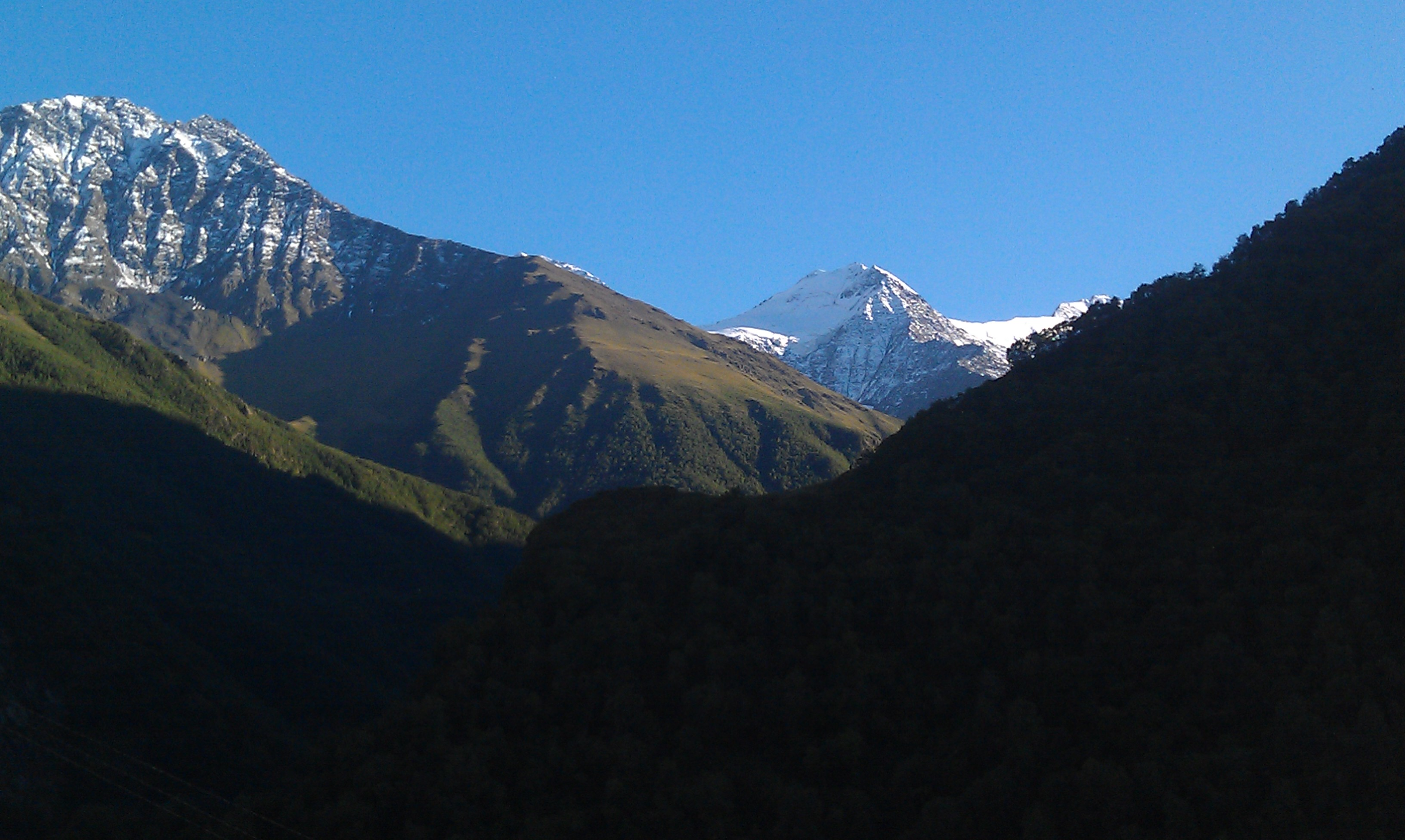
Les muntanyes de la zona de Sharoi

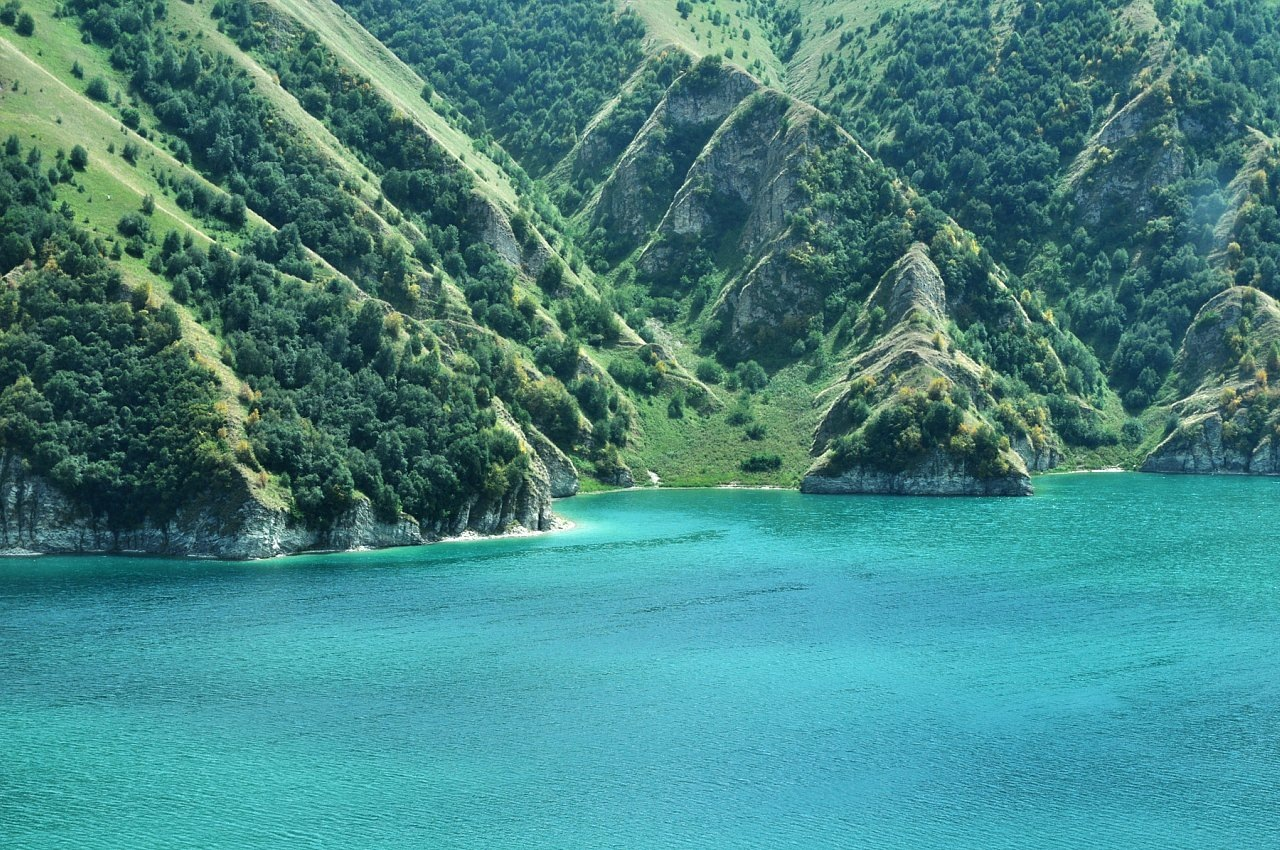
Llac Kezenoyam

Situada a la part oriental del Caucas del Nord a l'Europa de l'Est, Txetxènia està envoltada per gairebé tots els costats per territori federal rus. A l'oest limita amb Ossètia del Nord i Ingúixia, al nord amb el Krai de Stàvropol, a l'est amb Daguestan i al sud amb Geòrgia. La seva capital és Grozni. Txetxènia és ben coneguda per ser muntanyosa, però de fet es divideix entre les zones més planes al nord del Terek i les terres altes al sud del Terek.
- Superfície: 17.300km 2
- Fronteres:
  - Internes:
    - Daguestan (NE)
    - Ingúxetia (O)
    - Ossètia del Nord-Alània (O)
    - Stavropol Krai (NO)

  - Estrangeres:
    - Geòrgia (Kakhètia i Mtskheta-Mtianeti) (S)

Rius:
- Tèrek
- Sunzha
- Argun

### Clima
Malgrat ser un territori relativament petit, Txetxènia es caracteritza per una varietat de condicions climàtiques. La temperatura mitjana a Grozni és d'11,2 °C.

### Ciutats i pobles amb més de 20.000 habitants

Mapa de la República de Txetxènia (Txetxènia)

- Grozni (capital)
- Xalí
- Urús-Martan
- Gudermès
- Argun
- Kurchaloy
- Achkoy-Martan

## Divisions administratives
La República Txetxena està dividida en 15 districtes i 3 ciutats d'importància republicana.

## Demografia
Segons el Cens de 2021, la població de la república és d'1.510.824 habitants, més que els 1.268.989 del Cens de 2010. Segons el cens de 2021, els Txetxens amb 1.456.792 representen el 96,4% de la població de la república. Altres grups inclouen els Russos (18.225, o l'1,2%), els Kumyks (12.184, o el 0,8%) i una sèrie d'altres grups petits, cadascun representant menys del 0,5% de la població total. La taxa de natalitat era de 25,41 el 2004. (25,7 en Achkhoi Martan, 19,8 a Grozni, 17,5 a Kurchaloi, 28,3 a Urus Martan i 11,1 a Vedenó).
Les llengües utilitzades a la República són el Txetxè i el Rus. El Txetxè pertany a la família lingüística Nakh o del centre-nord del Caucàs, que també inclou l'Ingúix i el batsb. Alguns estudiosos el situen en unes llengües més amples del Caucas del Nord.

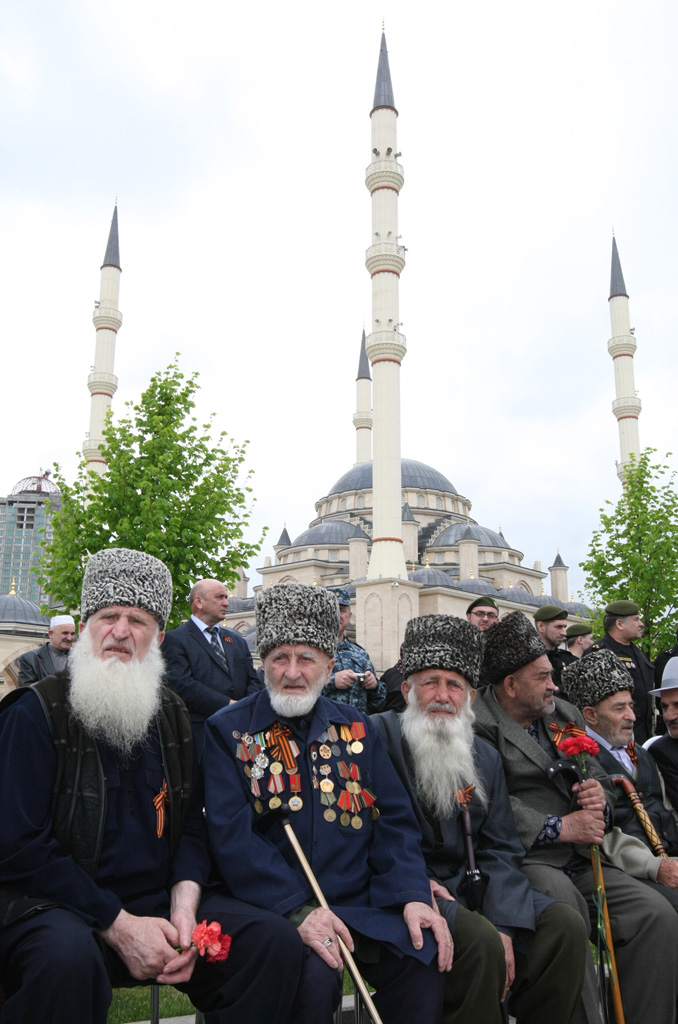
Veterans de la Segona Guerra Mundial txetxens durant les celebracions del 66è aniversari de la victòria a la Gran Guerra Patriòtica

### Esperança de vida
Malgrat el seu passat difícil, Txetxènia té una alta esperança de vida, una de les més altes de Rússia. Però el patró de l'esperança de vida és inusual i, segons nombroses estadístiques, Txetxènia destaca del panorama general. El 2020 Txetxènia va tenir la caiguda més profunda de l'esperança de vida, però el 2021 va tenir el major augment. Txetxènia té l'excés d'esperança de vida més alt a les zones rurals que a les ciutats.
|          | 2019      | 2021      |
| -------- | --------- | --------- |
| Mitjana: | 75,9 anys | 73,0 anys |
| Home:    | 73,6 anys | 70,5 anys |
| Dona:    | 78,0 anys | 75,3 anys |

### Estadístiques vitals

Grups etnolingüístics a la regió del Caucas

Font: Fedstat (Суммарный коэффициент рождаемости) Arxivat 2 April 2022[Date mismatch] a Wayback Machine. </link>
|      | Població Mitjana (x 1000) | Naixements | Defuncions | Canvi natural | Taxa bruta de natalitat (per 1000) | Taxa bruta de mortalitat (per 1000) | Canvi natural (per 1000) | Taxa de Fertilitat |
| ---- | ------------------------- | ---------- | ---------- | ------------- | ---------------------------------- | ----------------------------------- | ------------------------ | ------------------ |
| 2003 | 1,117                     | 27,774     | 7,194      | 20 580        | 24.9                               | 6.4                                 | 18.4                     |                    |
| 2004 | 1,133                     | 28,496     | 6,347      | 22,149        | 25.2                               | 5.6                                 | 19.5                     |                    |
| 2005 | 1,150                     | 28,652     | 5,857      | 22,795        | 24.9                               | 5.1                                 | 19.8                     |                    |
| 2006 | 1,167                     | 27,989     | 5,889      | 22,100        | 24.0                               | 5.0                                 | 18.9                     |                    |
| 2007 | 1,187                     | 32,449     | 5,630      | 26,819        | 27.3                               | 4.7                                 | 22.6                     | 3.18               |
| 2008 | 1,210                     | 35,897     | 5,447      | 30,450        | 29.7                               | 4.5                                 | 25.2                     | 3.44               |
| 2009 | 1,235                     | 36,523     | 6,620      | 29,903        | 29.6                               | 5.4                                 | 24.2                     | 3.41               |
| 2010 | 1,260                     | 37,753     | 7,042      | 30,711        | 30.0                               | 5.6                                 | 24.4                     | 3.45               |
| 2011 | 1,289                     | 37,335     | 6,810      | 30,525        | 28.9                               | 5.3                                 | 23.6                     | 3.36               |
| 2012 | 1,314                     | 34,385     | 7,192      | 27,193        | 26.2                               | 5.5                                 | 20.7                     | 3.08               |
| 2013 | 1,336                     | 32,963     | 6,581      | 26,382        | 24.7                               | 4.9                                 | 19.8                     | 2.93               |
| 2014 | 1,358                     | 32,949     | 6,864      | 26,085        | 24.3                               | 5.1                                 | 19.2                     | 2.91               |
| 2015 | 1,383                     | 32,057     | 6,728      | 25,329        | 23.2                               | 4.9                                 | 18.3                     | 2.80               |
| 2016 | 1,404                     | 29,893     | 6,630      | 23,263        | 21.3                               | 4.7                                 | 16.6                     | 2.62               |
| 2017 | 1,425                     | 29,890     | 6,586      | 23,304        | 21.0                               | 4.6                                 | 16.4                     | 2.73               |
| 2018 | 1,444                     | 29,883     | 6,430      | 23,453        | 20.6                               | 4.4                                 | 16.2                     | 2.60               |
| 2019 | 1,467                     | 28,145     | 6,357      | 21,788        | 19.2                               | 4.3                                 | 14.9                     | 2.58               |
| 2020 | 1,488                     | 30,111     | 9,188      | 20,923        | 20.2                               | 6.2                                 | 14.0                     | 2.57               |
| 2021 | 1,509                     | 30,345     | 8,904      | 21,441        | 20.1                               | 5.9                                 | 14.2                     | 2.50               |
| 2022 |                           | 30,821     | 7,370      | 23,451        | 20.2                               | 4.8                                 | 15.4                     | 2.74               |

### Grups ètnics
(al territori de la Txetxènia moderna) 
| Grups ètnics | Cens del 1926 | Cens del 1926 | Cens del 19392 | Cens del 19392 | Cens del 19592 | Cens del 19592 | Cens del 1970 | Cens del 1970 | Cens del 1979 | Cens del 1979 | Cens del 1989 | Cens del 1989 | Cens del 2002 | Cens del 2002 | Cens del 2010 | Cens del 2010 | Cens del 20211 | Cens del 20211 |
| Grups ètnics | Nombre        | %             | Nombre         | %              | Nombre         | %              | Nombre        | %             | Nombre        | %             | Nombre        | %             | Nombre        | %             | Nombre        | %             | Nombre         | %              |
| --- | ------------- | ------------- | -------------- | -------------- | -------------- | -------------- | ------------- | ------------- | ------------- | ------------- | ------------- | ------------- | ------------- | ------------- | ------------- | ------------- | -------------- | -------------- |
| Txetxens | 293,298       | 67.3%         | 360,889        | 58.0%          | 238,331        | 39.7%          | 499,962       | 54.7%         | 602,223       | 60.1%         | 715,306       | 66.0%         | 1,031,647     | 93.5%         | 1,206,551     | 95.3%         | 1,456,792      | 96.4%          |
| Russos | 103,271       | 23.5%         | 213,354        | 34.3%          | 296,794        | 49.4%          | 327,701       | 35.8%         | 307,079       | 30.6%         | 269,130       | 24.8%         | 40,645        | 3.7%          | 24,382        | 1.9%          | 18,225         | 1.2%           |
| Kumyks | 2,217         | 0.5%          | 3,575          | 0.6%           |                |                | 6,865         | 0.8%          | 7,808         | 0.8%          | 9,591         | 0.9%          | 8,883         | 0.8%          | 12,221        | 1.0%          | 12,184         | 0.8%           |
| Àvars | 830           | 0.2%          | 2,906          | 0.5%           |                |                | 4,196         | 0.5%          | 4,793         | 0.5%          | 6,035         | 0.6%          | 4,133         | 0.4%          | 4,864         | 0.4%          | 4,079          | 0.3%           |
| Nogais | 162           | 0.0%          | 1,302          | 0.2%           |                |                | 5,503         | 0.6%          | 6,079         | 0.6%          | 6,885         | 0.6%          | 3,572         | 0.3%          | 3,444         | 0.3%          | 2,819          | 0.2%           |
| Ingúixos | 798           | 0.2%          | 4,338          | 0.7%           | 3,639          | 0.6%           | 14,543        | 1.6%          | 20,855        | 2.1%          | 25,136        | 2.3%          | 2,914         | 0.3%          | 1,296         | 0.1%          | 1,100          | 0.1%           |
| Ucraïnesos | 11,474        | 2.6%          | 8,614          | 1.4%           | 11,947         | 2.0%           | 11,608        | 1.3%          | 11,334        | 1.1%          | 11,884        | 1.1%          | 829           | 0.1%          | 13,716        | 1.1%          | 15,625         | 1.0%           |
| Armenis | 5,978         | 1.4%          | 8,396          | 1.3%           | 12,136         | 2.0%           | 13,948        | 1.5%          | 14,438        | 1.4%          | 14,666        | 1.4%          | 424           | 0.0%          | 13,716        | 1.1%          | 15,625         | 1.0%           |
| Altres | 18,840        | 4.13%         | 18,646         | 3.0%           | 37,550         | 6.3%           | 30,057        | 3.3%          | 27,621        | 2.8%          | 25,800        | 2.4%          | 10,639        | 1.0%          | 13,716        | 1.1%          | 15,625         | 1.0%           |
| 1 2.515 persones estaven registrades a partir de bases de dades administratives, i no podien declarar una ètnia. S'estima que la proporció d'ètnies d'aquest grup és la mateixa que la del grup declarat.\|2 Pràcticament tots els txetxens i ingüxos van ser deportats a l'Àsia central el 1944. Tanmateix, se'ls va permetre tornar al Caucas del Nord el 1944. 1957 de Nikita Khrusxov. Vegeu Deportació dels txetxens i ingúixos. |               |               |                |                |                |                |               |               |               |               |               |               |               |               |               |               |                |                |

### Religió

#### Islam

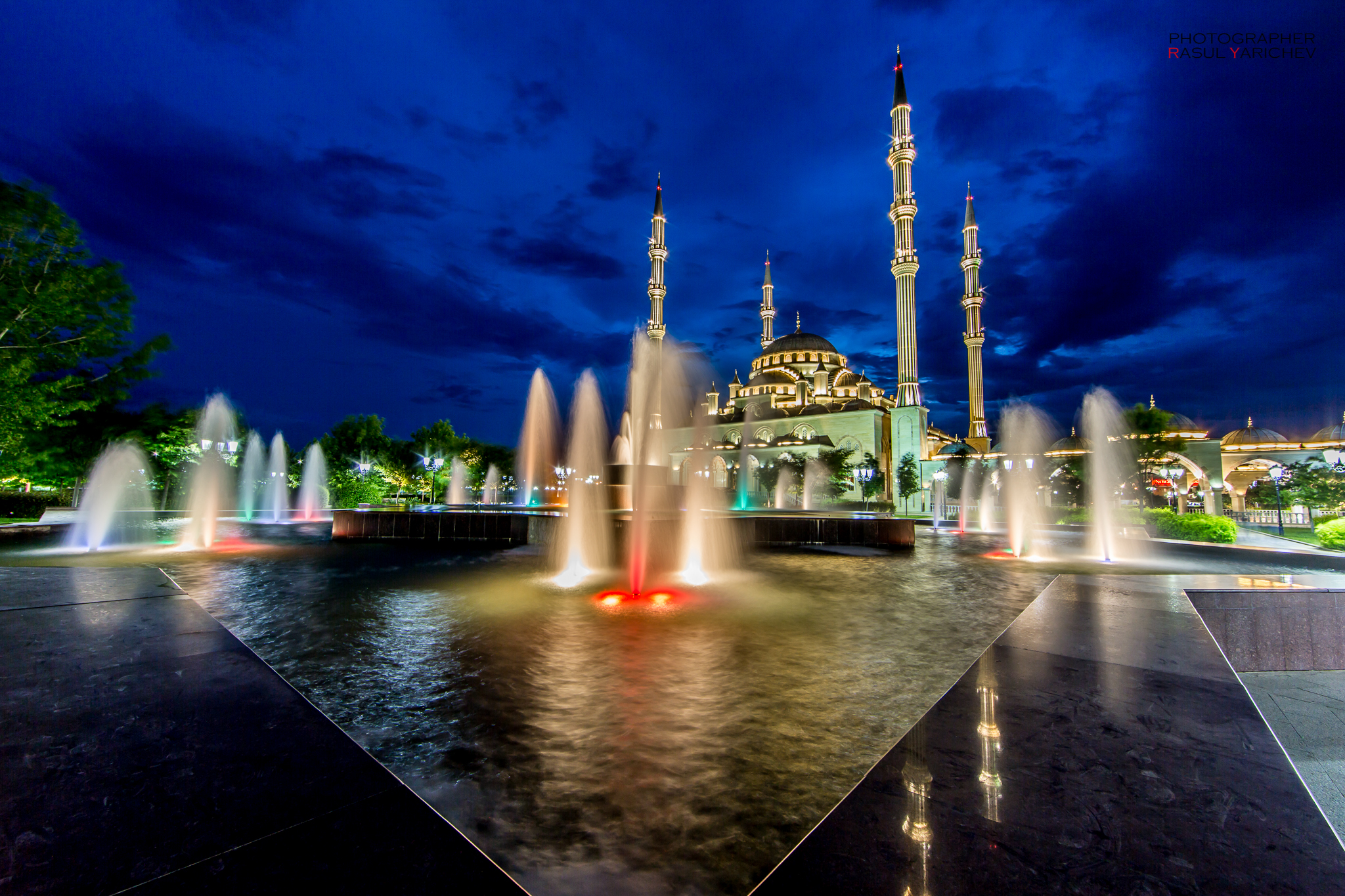
Mesquita del cor de Txetxènia

L'islam és la religió predominant a Txetxènia, practicada pel 95% dels enquestats a Grozni l'any 2010. La major part de la població és sunnita i segueix les escoles de fiqh xafi'i o hanafi (jurisprudència islàmica). L'escola de jurisprudència Xafi'i té una llarga tradició entre els txetxens i, per tant, segueix sent la més practicada. Molts txetxens són també sufites, de l'ordre Qadiriyya o Naqxhbandiyya.
Després de la fi de la Unió Soviètica, hi ha hagut un renaixement islàmic a Txetxènia, i el 2011 es va estimar que hi havia 465 mesquites, inclosa la mesquita d'Akhmat Kadírov a Grozni, amb 10.000 fidels, així com 31 madrasses, inclosa una universitat islàmica anomenada Kunta-haji i un Centre de Medicina Islàmica a Grozni, que és la institució d'aquest tipus més gran d'Europa.

#### Cristianisme
Dels segles XI al XIII (és a dir, abans de les invasions mongoles de Durdzuketia ), hi va haver una missió de missioners ortodoxos georgians als pobles nakh. El seu èxit va ser limitat, tot i que un parell de teips de les terres altes es van convertir (la conversió va ser en gran part per teips). Tanmateix, durant les invasions mongoles, aquests teips cristianitzats van tornar gradualment al paganisme, potser a causa de la pèrdua de contactes transcaucàsics mentre els georgians van lluitar contra els mongols i van caure breument sota el seu domini.
La minoria russa antigament forta a Txetxènia, majoritàriament cosacs de Terek i que s'estima en uns 25.000 el 2012, són predominantment ortodoxes russes, tot i que actualment només hi ha una església a Grozni. L'agost de 2011, l'arquebisbe Zosima de Vladikavkaz i Makhatxkalà va realitzar la primera cerimònia de bateig massiu de la història de la República Txetxena al riu Terek del districte de Naursky en la qual 35 ciutadans dels districtes de Naurski i Shelkovski es van convertir a l'ortodòxia. A partir del 2020, hi ha vuit esglésies ortodoxes a Txetxènia, la més gran és el temple de l'arcàngel Miquel a Grozni.

## Política
Des del 1990, la República Txetxena ha tingut molts conflictes legals, militars i civils que involucren moviments separatistes i autoritats prorusses. Avui dia, Txetxènia és una república federal relativament estable, si bé encara hi ha una certa activitat del moviment independentista. La seva constitució regional va entrar en vigor el 2 d'abril de 2003, després de la celebració d'un referèndum el 23 de març de 2003. Alguns txetxens estaven controlats per teips regionals, o clans, malgrat l'existència d'estructures polítiques pro i antirusses.

### Govern regional

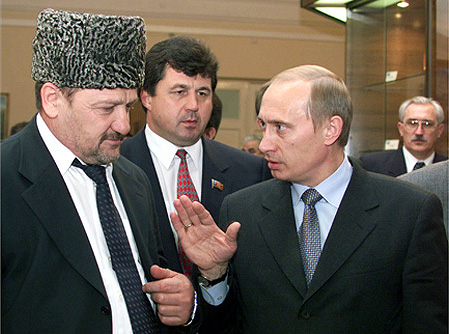
Akhmad Kadírov, antic separatista i cap de la República Txetxena, amb el president rus Vladimir Putin

L'antic líder religiós separatista (mufti) Akhmad Kadírov, considerat com un traïdor per molts separatistes, va ser elegit president amb el 83% dels vots en unes eleccions monitoritzades internacionalment el 5 d'octubre de 2003. Els monitors de l'Organització per a la Seguretat i la Cooperació a Europa (OSCE) van informar posteriorment d'incidents d'embotiment de paperetes i intimidació de votants per part dels soldats russos i l'exclusió de partits separatistes de les urnes. El 9 de maig de 2004, Kadírov va ser assassinat a l'estadi de futbol de Grozni per una explosió d'una mina terrestre que va ser plantada sota un escenari VIP i va detonar durant una desfilada, i Sergei Abramov va ser nomenat primer ministre en funcions després de l'incident. No obstant això, des de l'any 2005 Ramzan Kadírov (fill d'Akhmad Kadírov) és el primer ministre provisional, i el 2007 va ser nomenat nou president. Molts al·leguen que és l'home més ric i poderós de la república, amb el control d'una gran milícia privada (els kadírovitsi). La milícia, que va començar com la força de seguretat del seu pare, ha estat acusada d'assassinats i segrests per organitzacions de drets humans com Human Rights Watch.

### Govern Independentista
Ichkeria va ser membre de l'Organització de Nacions i Pobles No Representats entre 1991 i 2010. L'antic president de Geòrgia Zviad Gamsakhúrdia deposat en un cop d'estat militar de 1991 i participant de la Guerra Civil de Geòrgia, va reconèixer la independència de la República Txetxena d'Ichkeria el 1993. Les relacions diplomàtiques amb Ichkeria també van ser establertes per l'Emirat islàmic parcialment reconegut de l'Afganistan sota el govern talibà el 16 de gener de 2000. Aquest reconeixement va cessar amb la caiguda dels talibans el 2001. No obstant això, malgrat el reconeixement dels talibans, no hi va haver relacions amistoses entre els talibans i Ichkeria: Maskhadov va rebutjar el seu reconeixement, afirmant que els talibans eren il·legítims. Ichkeria també va rebre el suport vocal dels països bàltics, un grup de nacionalistes ucraïnesos i Polònia; Estònia una vegada va votar a favor de reconèixer-la, però l'acte mai es va oficialitzar a causa de la pressió aplicada tant per Rússia com per la UE.

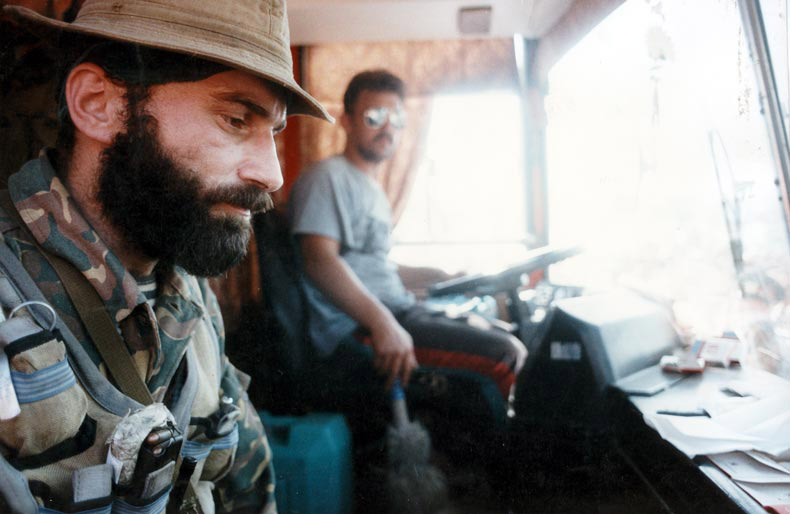
Xamil Bassàiev, militant islamista txetxè i líder del moviment rebel txetxè

El president d'aquest govern era Aslan Maskhàdov, i el ministre d'Afers Exteriors Ilias Akhmadov, que era el portaveu del president. Maskhàdov havia estat escollit durant quatre anys en unes eleccions monitoritzades internacionalment el 1997, que van tenir lloc després de signar un acord de pau amb Rússia. L'any 2001 va dictar un decret que prorrogava un any més el seu càrrec; no va poder participar en les eleccions presidencials de 2003 ja que el govern rus va prohibir els partits separatistes i Maskhàdov va enfrontar-se a acusacions de delictes terroristes a Rússia. Maskhàdov va deixar Grozni i es va traslladar a les zones controlades pels separatistes del sud a l'inici de la Segona Guerra Txetxena. Maskhàdov no va poder influir en una sèrie de senyors de la guerra que mantenen un control efectiu sobre el territori txetxè, i el seu poder va ser disminuït com a resultat. Les forces russes van matar Maskhàdov el 8 de març de 2005, i l'assassinat va ser àmpliament criticat perquè no va deixar cap líder separatista txetxè legítim amb qui conduir converses de pau. Akhmed Zakaiev, viceprimer ministre i ministre d'Afers Exteriors sota Maskhàdov, va ser nomenat poc després de les eleccions de 1997 i actualment viu exiliat a Anglaterra. Ell i altres van triar Abdul-Khalim Saidulàiev, un jutge islàmic relativament desconegut que abans va ser l'amfitrió d'un programa islàmic a la televisió txetxena, per substituir Maskhàdov després de la seva mort. El 17 de juny de 2006, es va informar que les forces especials russes van matar Abdul Khalim-Saidulàiev en una incursió a la ciutat txetxena d'Argun. El 10 de juliol de 2006, Xamil Bassàiev, líder del moviment rebel txetxè, va morir en una explosió d'un camió durant un tracte d'armes.
El successor de Saidulàiev es va convertir en Dokà Umàrov. El 31 d'octubre de 2007, Umàrov va abolir la República Txetxena d'Ixtkèria i la seva presidència i en el seu lloc va proclamar l'Emirat del Caucas amb ell mateix com el seu emir. Aquest canvi d'estatus ha estat rebutjat per molts polítics i caps militars txetxens que continuen donant suport a l'existència de la república.
Durant la invasió russa d'Ucraïna de 2022, el parlament ucraïnès va votar a favor de reconèixer la "República Txetxena d'Itxkèria com a territori ocupat temporalment per la Federació Russa".

## Drets Humans
El Centre de Monitorització del Desplaçament Intern informa que després que centenars de milers de russos i txetxens d'ètnia russos van fugir de casa després dels conflictes interètnics i separatistes a Txetxènia el 1994 i el 1999, més de 150.000 persones encara romanen desplaçades a Rússia avui dia.
Els grups de drets humans van criticar la realització de les eleccions parlamentàries de 2005 com a influència injusta del govern central de Rússia i de l'exèrcit.
El 2006 Human Rights Watch va informar que les forces prorusses txetxenes sota el comandament de Ramzan Kadírov, així com el personal de la policia federal, van utilitzar la tortura per obtenir informació sobre les forces separatistes. "Si et detenen a Txetxènia, corres un risc real i immediat de tortura. I hi ha poques possibilitats que el vostre torturador sigui responsable", va dir Holly Cartner, directora de la divisió d'Europa i l'Àsia central de Human Rights Watch.

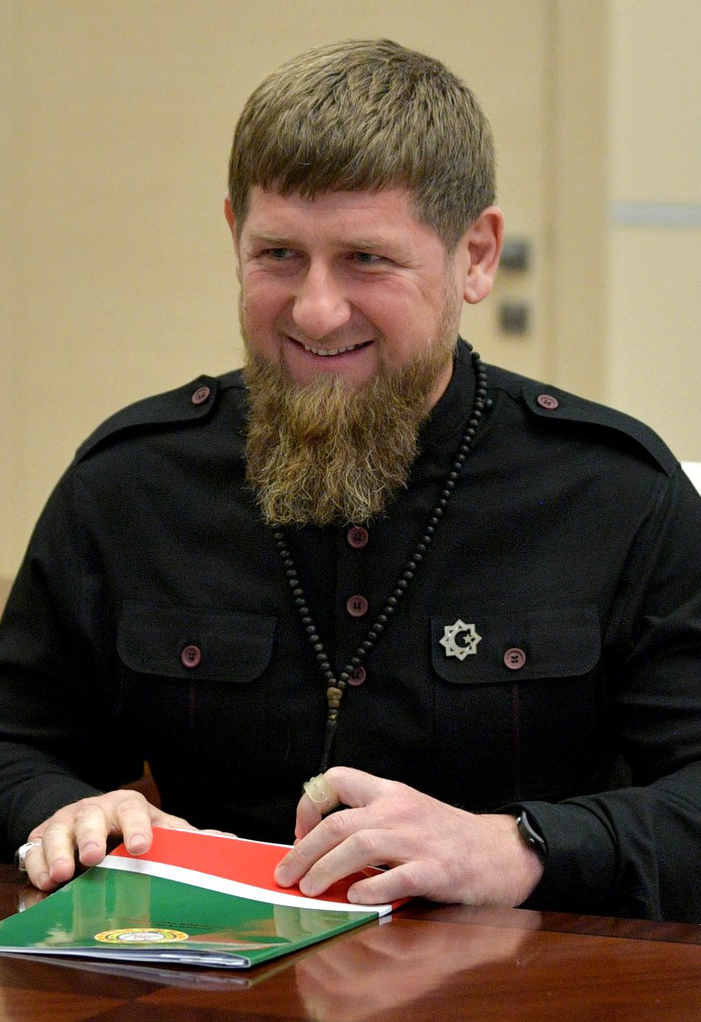
El líder txetxè Ramzan Kadírov el 2018

El 2009, l'organització americana Freedom House, finançada pel govern dels EUA, va incloure Txetxènia a la llista "El pitjor del pitjor" de les societats més repressives del món, juntament amb Birmània, Corea del Nord, el Tibet i altres. Memorial considera que Txetxènia sota Kadírov és un règim totalitari.
L'1 de febrer de 2009, The New York Times va publicar nombroses proves per donar suport a les acusacions de tortures i execucions consistents sota el govern Kadírov. Les acusacions van ser provocades per l'assassinat a Àustria d'un antic rebel txetxè que havia obtingut accés al cercle íntim de Kadírov, Umar Israilov, de 27 anys.
L'1 de juliol de 2009, Amnistia Internacional va publicar un informe detallat sobre les violacions dels drets humans comeses per la Federació Russa contra els ciutadans txetxens. Entre les característiques més destacades es trobava que els maltractats no tenien cap mètode de reparació contra les agressions, que anaven des del segrest fins a la tortura, mentre que els responsables mai van ser considerats responsables. Això va portar a la conclusió que Txetxènia estava sent governada sense llei i que es trobava amb una desestabilització més devastadora.
El 10 de març de 2011, Human Rights Watch va informar que des de la Txetxenització, el govern ha impulsat l'aplicació del codi de vestimenta islàmic. El president Ramzan Kadírov va expressar: "Tinc dret a criticar la meva dona. Ella no [té dret a criticar-me]. Amb nosaltres [a la societat txetxena], una dona és una mestressa de casa. Una dona hauria de conèixer el seu lloc. Una dona hauria de donar el seu amor a nosaltres [els homes]. . . Ella és nostra [de l'home]. I l'home és el propietari. Aquí, si una dona no es comporta correctament, el seu marit, pare i germà són els responsables. Segons la nostra tradició, si una dona fa el ximple, els seus familiars la maten. . . És així com passa, un germà mata la seva germana o un marit mata la seva dona. . . Com a president, no puc permetre que matin. Per tant, que les dones no portin pantalons curts. . .". També ha defensat obertament els assassinats d'honor en diverses ocasions.
El 9 de juliol de 2017, el diari rus Novaya Gazeta va informar que diverses persones van ser objecte d'una execució extrajudicial la nit del 26 de gener de 2017. Va publicar 27 noms de les persones que se sap que van morir, però va subratllar que la llista "no és [de les persones assassinades]"; el diari va assegurar que 50 persones podrien haver mort en l'execució. Alguns dels morts eren gais, però no tots; les morts semblaven haver estat provocades per la mort d'un policia, i segons l'autora de l'informe, Ielena Milaixina, van ser executades per presumpte terrorisme.
El desembre de 2021, fins a 50 familiars de crítics del govern Kadírov van ser segrestats en una onada de segrestos massius que va començar el 22 de desembre.

### Drets LGBT
L'1 de setembre de 1997, segons el Codi Penal que s'està aplicant a la República Txetxena-Itxkèria, l'article 148 castiga "les relacions sexuals anals entre un home i una dona o un home i un home". Per als infractors per primera i segona vegada, el càstig és la bastonada. Una tercera condemna condueix a la pena de mort, que es pot dur a terme de diverses maneres, com ara lapidació o decapitació.
L'any 2017 Novaya Gazeta i grups de drets humans van informar que les autoritats txetxenes havien instal·lat camps de concentració, un dels quals és a Argun, on els homes gai són interrogats i sotmesos a violència física. El 27 de juny de 2018, l'Assemblea Parlamentària del Consell d'Europa va assenyalar "casos de segrest, detenció arbitrària i tortura... amb la participació directa de funcionaris de l'ordre txetxens i per ordre de les autoritats txetxenes de primer nivell" i va expressar consternació "per les declaracions dels funcionaris públics txetxens i russos que neguen l'existència de persones LGBTI a la República Txetxena". El portaveu de Kadírov, Alvi Karimov, va dir a Interfax que els gais "simplement no existeixen a la república" i va fer una referència aprovadora als assassinats d'honor per membres de la família "si hi hagués aquesta gent a Txetxènia". En un informe delConsell d'Europa del 2021 sobre delictes d'odi contra les persones LGBTI, el ponent Foura ben Chikha va descriure els "atacs patrocinats per l'estat contra les persones LGBTI a Txetxènia el 2017" com "l'exemple més flagrant de violència contra les persones LGBTI a Europa en dècades".
L'11 de gener de 2019, es va informar que una altra "purga gai" havia començat al país el desembre de 2018, amb diversos homes i dones gais detinguts. La xarxa LGBT russa creu que unes 40 persones van ser detingudes i dues van morir.

## Economia

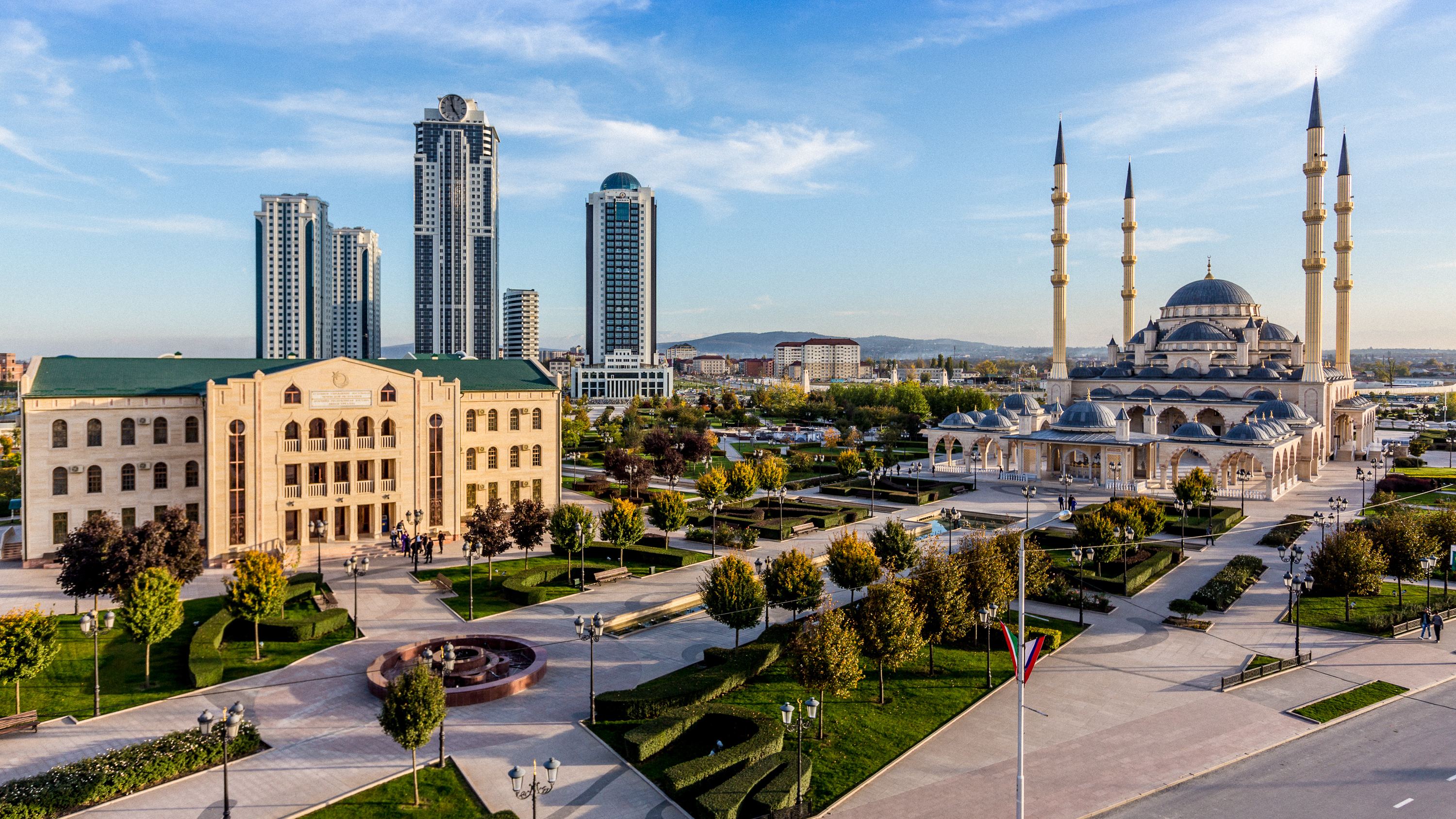
Grozni el 2013, amb la mesquita "Cor de Txetxènia" a la dreta

Durant la guerra l'economia txetxena es va ensorrar. El 1994, els separatistes van planejar introduir una nova moneda, però el canvi no es va produir a causa de la represa de Txetxènia per les tropes russes a la Segona Guerra de Txetxènia.
La situació econòmica a Txetxènia ha millorat considerablement des de l'any 2000. Segons el New York Times, s'han fet grans esforços per reconstruir Grozni i les millores en la situació política han fet que alguns funcionaris es plantegin la creació d'una indústria turística, tot i que hi ha afirmacions que els treballadors de la construcció estan cobrant de manera irregular i que els pobres han estat desplaçats.
L'atur de Txetxènia era del 67% el 2006 i va baixar al 21,5% el 2014.
Els ingressos totals del pressupost de Txetxènia per al 2017 van ser de 59.200 milions de rubles. D'aquests, 48.500 milions de rubles eren subvencions del pressupost federal de la Federació Russa.
A finals de la dècada de 1970, Txetxènia produïa fins a 20 milions de tones de petroli anualment, la producció va disminuir bruscament fins a aproximadament 3 milions de tones a finals de la dècada de 1980 i per sota dels 2 milions de tones abans de 1994, la primera (1994-1996) segona invasió russa de Txetxènia (1999). ) va causar danys materials a la infraestructura del sector petrolier, la producció de petroli va disminuir a 750.000 tones el 2001 només per augmentar a 2 milions de tones el 2006, el 2012 la producció era d'1 milió de tones.

## Cultura
La cultura de Txetxènia es basa en les tradicions natives del poble txetxè. La mitologia txetxena juntament amb l'art han ajudat a donar forma a la cultura durant més de 1.000 anys.